# Seneca Falls (New York)
Seneca Falls ist eine Stadt (Town) im Seneca County, New York, Vereinigte Staaten. Die Stadt hatte nach der Volkszählung des Jahres 2020 eine Einwohnerzahl von 9027.
Die Town of Seneca Falls hat einen Ortsteil, der ebenfalls Seneca Falls heißt. Die Stadt und der Ortsteil befinden sich östlich von Geneva (New York) im nördlichen Teil des Finger-Lakes-Distriktes.

## Geschichte
Die Region gehörte früher zum Gebiet der Cayuga, die während des 17. Jahrhunderts von Jesuiten missioniert wurden. Die Dörfer der Cayuga wurden 1779 im Verlauf der Sullivan-Expedition als Vergeltung für Plünderung und Tötung von Siedlern angegriffen und zerstört.
Die Region wurde im Rahmen des Central New York Military Tract Teil eines für Veteranen des amerikanischen Befreiungskrieges vorgesehenen Siedlungsgebietes. Ein Teil der heutigen Stadt am nördlichen Ende des Cayuga Sees war auch für nach dem Krieg zurückgekehrte Mitglieder der Cayuga reserviert worden.
Im Jahr 1818 wurde der Bau eines Kanals zwischen dem Seneca Lake und Cayuga Lake abgeschlossen, der 1828 weiter mit dem Eriekanal verbunden wurde.
Die Stadt wurde 1829 als Teil der Stadt Junius gegründet. Die Gemeinde von Seneca Falls wurde als Ortsteil im Jahre 1831 registriert.
Im Juli 1848 fand hier auf Initiative von Elizabeth Cady-Stanton und Lucretia Mott die Seneca Falls Convention, der erste Frauenrechtskongress der USA, statt.
Die beiden Orte Seneca Falls und Bedford Hills dienten als Vorlage für die fiktive Stadt Bedford Falls in dem berühmten Film Ist das Leben nicht schön? von Regisseur Frank Capra aus dem Jahr 1946 (It’s a Wonderful Life) mit James Stewart und Donna Reed.

## Geographie
Nach den Unterlagen United States Census Bureau hat die Stadt eine Fläche von 71,0 km² (27,4 mi²). 62,8 km² (24,2 mi²) davon sind Landfläche und 8,3 km² (3,2 mi²) oder (11,63 %) sind Wasserfläche.
Die östliche Stadtgrenze wird teilweise vom Cayuga Lake gebildet. Der Seneca River (New York) und der Cayuga-Seneca Kanal durchfließen die Stadt. Es wird angestrebt, einen Geschichtswanderweg entlang des historischen Wasserkanals anzulegen. Der östliche Teil der Stadt gehört zum Montezuma Marsh, einem ausgedehnten Feuchtgebiet im nördlichen Bereich des Cayuga Lake.

## Verkehrsanbindung
Der auf einer Trasse mit der New York State Route 5 (NY-5) zusammen verlaufende U.S. Highway 20 (US-20) bildet einen Ost-West-Korridor durch die Stadt. Die New York State Route 89 ist eine Nord-Süd-Verbindung am Ufer des Lake Seneca. Die New York State Route 414 ist auch eine Nord-Süd-Verbindung, bildet zusammen mit der US-20 und der NY-5 aber auch eine Ost-West-Verbindung. Die New York State Route 318 schneidet die US-20/NY-5 in der nordöstlichen Ecke der Stadt.

## Erwähnenswerte Örtlichkeiten in der Stadt Seneca Falls
- Women’s Rights National Historical Park[1] – Nationalpark zur Erinnerung an den ersten Frauenrechtskongress der USA.
- National Women’s Hall of Fame – Museum zur Würdigung wichtiger US-Amerikanerinnen.
- Bridgeport – ein Weiler am See östlich des Dorfes Seneca Falls an der NY-89.
- Cayuga Lake State Park – ein State Park am Ufer des Cayuga Lake.
- Finger Lakes Regional Airport (0G7) – ein Flughafen der allgemeinen Luftfahrt südöstlich des Dorfes Seneca Falls.
- Halsey Corner – ein Ort im Nordosten der Stadt an der US-20.
- Lehigh Valley Junction – ein Weiler nördlich des Dorfes Seneca Falls.
- Montezuma National Wildlife Refuge – ein Naturschutzgebiet des Bundes, das sich teilweise auf den östlichen Teil der Stadt erstreckt.
- Montezuma Wildlife Management Area – ein Bundesstaatliches Schutzgebiet im Osten der Stadt.
- Nichols Corner – ein Ort im Norden der Stadt an der NY-318.
- Seneca Falls – Das Dorf Seneca Falls befindet sich an der US-20, NY-5 und dem Seneca River.
- Bedford Falls Blvd – benannt nach der Stadt im Hollywoodfilm Ist das Leben nicht schön?
- George Bailey Lane – benannt nach dem Protagonisten des Hollywoodfilms Ist das Leben nicht schön?

## Schulen

### Öffentliche Schulen

#### Seneca Falls Central School District
Das öffentliche Schulsystem von Seneca Falls und seinen nahegelegenen Ortschaften wird im Rahmen des Seneca Falls Central School District betrieben. In diesem Bezirk befinden sich vier Schulen:
- Frank M. Knight Elementary School ist eine öffentliche Schule (Grade K-2) mit etwa 300 Schülern im Seneca Falls Central School District. Der Rektor im Jahr 2006 war Michele VanCopenolle.[3]
- Elizabeth Cady Stanton School ist eine öffentliche Schule (Grade 3-5) mit etwa 300 Schülern. Der Rektor im Jahr 2006 war Andrew Doell[4].
- Seneca Falls Middle School ist eine öffentliche Schule (Grade 6-8) mit etwa 350 Schülern. Der Rektor im Jahr 2006 war Robert McKeveny[5].
- Mynderse Academy ist eine öffentliche Schule (Grade 9-12) mit etwa 511 Schülern im Jahr 2006, Rektor war Anthony Ferrara[6].

#### Waterloo Central School District
Einige Schüler besuchen Schulen der nahegelegenen Stadt Waterloo (New York) im Waterloo Central School District.

### Privatschulen
- St. John Bosco Schule ist eine private katholische Vorschule und achtjährige (Eighth grade) Schule in Seneca Falls. Sie hat zurzeit insgesamt etwa 120 Schüler. Schuldirektorin ist Mary E. Cafrey. Die Schule wurde im Jahre 2005 als Zusammenschluss der St. Mary School im nahen Waterloo und der St. Patrick School in Seneca Falls gegründet. Obwohl es sich um eine katholische Schule handelt, werden Schüler jeder Glaubensrichtung aufgenommen[8][9][10][11].
- Finger Lakes Christian School ist eine private Vorschule und zwölfjährige (Twelfth grade) Schule in Seneca Falls. Sie nutzt ein Gebäude zusammen mit der ersten Gemeinde der Baptisten im Ort. Der derzeitige Rektor der Schule ist Rev. Scott Van Kirk. Die Schule wurde im Jahre 1991 gegründet und hat derzeit 75 Schüler. Sie ist der ersten Gemeinde der Baptisten in Seneca Falls verbunden und möchte eine Alternative speziell für Kinder christlicher Familien bieten. Zu den Aufnahmebedingungen gehört, das mindestens ein Elternteil den Wiedergeborenen Christen angehören muss. Neben den üblichen Schulfächern nehmen die Schüler zweimal in der Woche am Religionsunterricht teil. Darüber hinaus findet mindestens einmal in der Woche eine Andacht zusammen mit dem Lehrer oder einem Pfarrer statt und außerdem ein wöchentlicher Gottesdienst[12][13].

## Colleges
- Eisenhower College (aufgelöst)
- New York Chiropractic College, befindet sich jetzt im Gebäude des früheren Eisenhower Colleges[14].

## Persönlichkeiten
- William J. Maier (1876–1941), Jurist und Politiker